# Дзигівська волость
Дзигівська волость — історична адміністративно-територіальна одиниця Ямпільського повіту Подільської губернії з центром у містечку Дзигівка.
Станом на 1885 рік складалася з 12 поселень, 12 сільських громад. Населення — 15 020 осіб (7215 чоловічої статі та 7805 — жіночої), 2147 дворових господарства.
|                     | Площа, десятин | У тому числі орної, дес. |
| ------------------- | -------------- | ------------------------ |
| Сільських громад    | 12228          | 9310                     |
| Приватної власності | 6890           | 4197                     |
| Іншої власності     | 802            | 388                      |
| Загалом             | 19920          | 13895                    |

Основні поселення волості:
- Дзигівка — колишнє власницьке містечко при річці Дзигівка за 14 верст від повітового міста, 2770 осіб, 528 дворових господарств, православна церква, костел, 2 синагоги, поштова станція, 9 постоялих дворів, 3 постоялих будинки, 44 лавки, 3 водяних млини, пивоварний і винокурний завод, базари по четвергах через 2 тижні. За 5 верст — Гонорівський бурякоцукровий завод із лікарнею.
- Біла — колишнє власницьке село при річці Мурафа, 703 особи, 159 дворових господарств, православна церква, 2 постоялих будинки, 2 водяних млини.
- Дорошівка — колишнє власницьке село при річці Мурафа, 665 осіб, 138 дворових господарств, православна церква, постоялий будинок.
- Іванківка — колишнє власницьке село при річці Мурафа, 768 осіб, 152 дворових господарства, православна церква, постоялий будинок.
- Петрашівка — колишнє власницьке село при річці Мурафа, 804 особи, 176 дворових господарств, православна церква, постоялий будинок.
- Суботівка — колишнє власницьке село при річці Дністер, 979 осіб, 205 дворових господарств, православна церква, постоялий будинок.
- Тростянець — колишнє власницьке село при річці Тростянець, 1020 осіб, 174 дворових господарства, православна церква, постоялий будинок, лавка.
- Фелиціанівка — колишнє власницьке село, 660 осіб, 90 дворових господарств, постоялий будинок, кузня.
- Яруга — колишнє власницьке містечко при річці Дністер, 824 особи, 142 дворових господарства, православна церква, синагога, єврейський молитовний будинок, постоялий двір, 9 постоялих будинків, 18 лавок, пристань, базари по неділях через 2 тижні.
- Ярузька Михайлівка — колишнє власницьке село при річці Дністер, 1514 осіб, 301 дворове господарство, православна церква, 2 постоялих будинки.

Старшинами волості були:
- 1904 року — Никифор Кирилович Копачинський[2];